# Mana z Bet-Parsajje
Mana z Bet-Parsajje (zm. listopad 339, Bet Nikator) – święty katolicki, towarzysz Abrahama i Szymona z Bet-Parsajje, męczennik chrześcijański z Persji.
Był zamęczony wraz z dwoma towarzyszami Abrahamem z Bet-Parsajje oraz Szymonem z Bet-Parsajje. Zginął za króla Szapura II w Bet Nikator. Mana został obdarty ze skóry, Abraham oślepiony rozgrzanymi gwoździami, a Szymon rozstrzelany z łuku.